# Masamitsu Kobayashi
Masamitsu Kobayashi (小林 成光 Kobayashi Masamitsu?), född 13 april 1978 i Tochigi prefektur, är en japansk före detta fotbollsspelare.
Kobayashi började sin karriär 1997 i Tokyo Gas (FC Tokyo). Han spelade 135 ligamatcher för klubben. Med FC Tokyo vann han japanska ligacupen 2004. 2006 flyttade han till Sagan Tosu. Efter Sagan Tosu spelade han för Tochigi SC. Han avslutade karriären 2008.